# Metanet
Metanet is een gedecentraliseerd netwerk, vergelijkbaar met Freenet qua bedoeling, maar niet qua design.
Metanet maakt het moeilijk de identiteit te achterhalen van anderen op het netwerk en stelt gebruikers in staat om standaard IPv4 verbindingen aan te gaan met andere gebruikers.
Alle applicaties kunnen verbindingen aangaan over Metanet dankzij de implementatie op een laag systeemniveau. Een Metanet gebruiker kan als router functioneren voor anderen.